# Impel
Impel – grupa kapitałowa, której wiodącą spółką jest spółka akcyjna (Impel S.A.).
Spółka Impel powstała 19 listopada 1990 r. jako spółka jawna. Od początku działalności firma świadczyła usługi w modelu business to business, promując system zarządzania określany jako outsourcing.

## Obszary działalności
Do głównych obszarów działalności Grupy Impel należą:
- Zapewnianie bezpieczeństwa – usługi ochrony fizycznej oraz rozwiązania techniczne w ochronie, takie jak monitoring wizyjny, mobilne wieże monitorujące, elektroniczne systemy zabezpieczeń.
- Utrzymanie czystości – sprzątanie budynków firmowych, utrzymanie terenów zewnętrznych budynków, usługi specjalistyczne. Firma wdraża technologię w usługach sprzątania i zarządza realizacją usług przez autorskie aplikacje mobilne.
- Serwis techniczny – usługi związane z obsługą techniczną infrastruktury budynkowej.
- Obsługa procesów biznesowych – usługi księgowe, obsługa kadr i płac, outsourcing zarządzania dokumentacją firmową, doradztwo podatkowe.
- Usługi dla przemysłu – usługi specjalistyczne m.in. czyszczenie przemysłowe, czyszczenie zbiorników paliwowych oraz wsparcie w procesach higienizacji dla przemysłu spożywczego. Firma świadczy usługi dla podmiotów reprezentujących różne gałęzie przemysłu – od przemysłu energetycznego, przez górnictwo i hutnictwo, przemysł paliwowy, motoryzacyjny, lekki i spożywczy.
- Catering – usługi obejmują codzienne żywienie zbiorowe, w tym żywienie pacjentów szpitalnych, jak i obsługę gastronomiczną w czasie organizowanych imprez. W ramach Grupy Impel działa spółka świadcząca także kompleksowe usługi party service.
- Usługi BHP – zarówno dostarczanie artykułów BHP, vending środków BHP, jak i produkcja oraz rental odzieży roboczej.
- Kompleksowa obsługa eventów – planowanie i logistyka imprez, produkcja techniczna i multimedialna, booking artystów i oprawa artystyczna.

Grupa Impel posiada oddziały na terenie całej Polski oraz działa poza granicami kraju: na Łotwie, Ukrainie, w Niemczech i w Uzbekistanie.

### Akcjonariat Impel S.A.[3]
- Nutit a.s. – 69,55% udziału w kapitale
- Trade Bridge a.s. – 30,45% udziału w kapitale